# The Busters

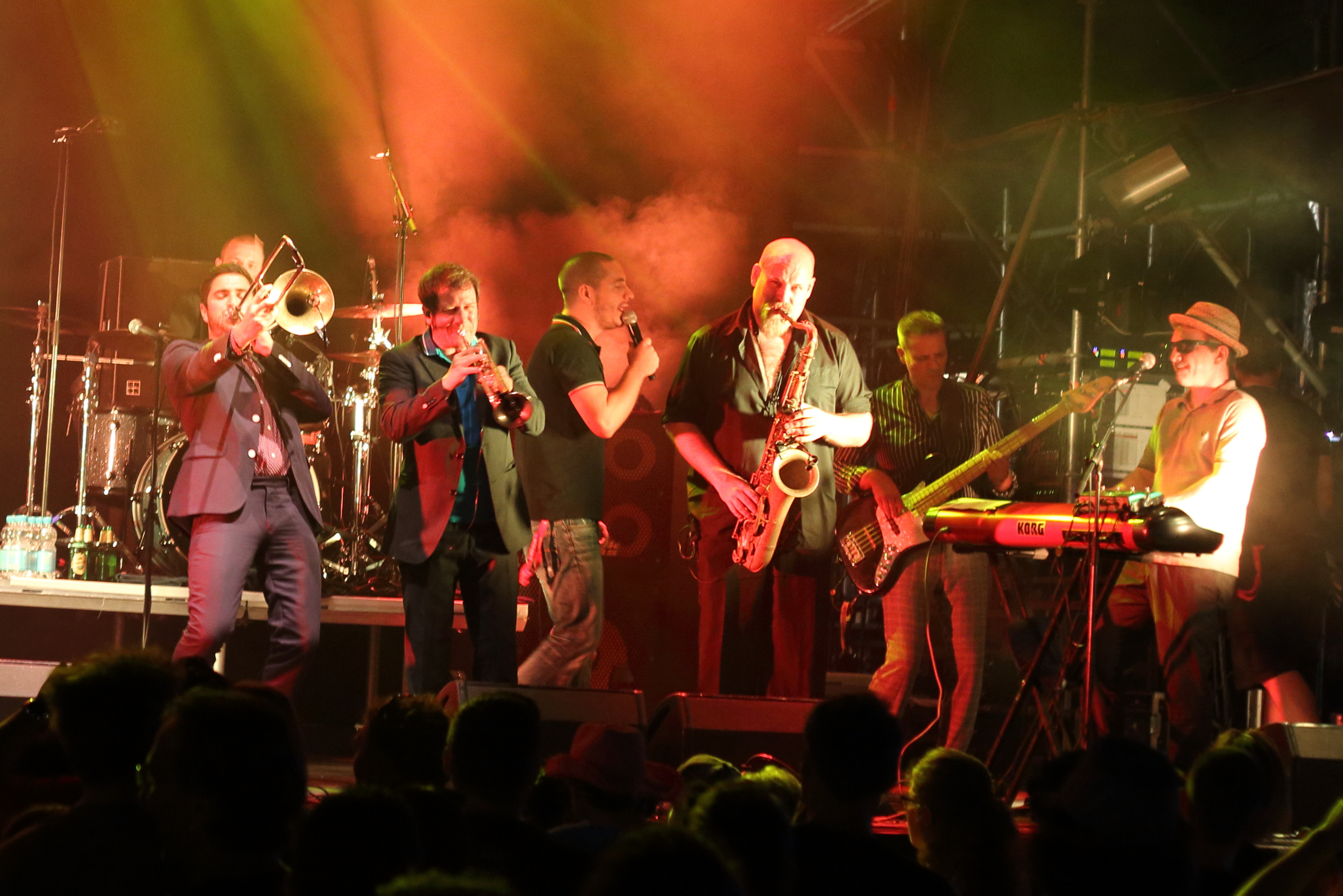
The Busters

The Busters est un groupe de ska allemand originaire de Heidelberg formé en 1987. Leur premier album, Ruder Than Rude, marque le renouveau de la scène ska de la fin des années 1980. Le groupe existe toujours, mais il a évolué dans style plus pop.

## Biographie
The Busters se forment en janvier 1987, à Heidelberg, ville universitaire du centre de l'Allemagne, autour d'un groupe de douze musiciens issus de diverses formations allant du jazz au classique en passant par le rock. En 1988, ils sortent leur premier 45 tours "No Respect / Keen On Games" qui les fait découvrir auprès du public. Ils forment alors avec Skaos, le groupe de ska le plus important d'Allemagne. En Janvier 1989, les Busters sortent leur premier album "Ruder Than Rude" sur Weser Label, qui les propulse sur le devant de la scène ska européenne. Le disque remporte un tel succès que les labels anglais Unicorn Records et français Bondage Records décident d'en éditer chacun une copie en licence.
The Busters entament alors une tournée européenne. En Allemagne, ils assurent la première partie des mythiques Bad Manners, tandis qu'en France ils jouent, entre autres, avec Ludwig von 88 et les Satellites.

## Composition du groupe

### Formation initiale (1987)
Thomas Scholz (chant)
Klaux Huber (chant)
Mäx de Mäxico (basse)
Martin Keller (guitare)
Stephan Keller (clavier)
Markus Schramhauser (clavier)
Jens Günther (percussions)
Gunther Hecker (batterie)
Jörg Fischer (saxophone)
Peter Quintern (saxophone)
Hardy Appich (trompette)
Jan Brahms (trombone)

## Discographie

### Albums
- Ruder Than Rude (Weser Label/Unicorn Records/Bondage Records - 1989)
- Couch Potatoe (Weser Label - 1989)
- Dead or Alive (Weser Label - 1991)
- Cheap Thrills (Weser Label - 1992)
- Sexy Money (Weser Label - 1994)
- Live in Montreux (Weser Label - 1995)
- Stompede (1996)
- Boost Best (1997)
- Make A Move (Moon Ska Records - 1998)
- Welcome To Busterland (1999)
- 360° (Dogsteady Records - 2001)
- Live (Pork Pie Records - 2002)
- Revolution Rock (Ska Revolution Records - 2004)
- Evolution Pop (Ska Revolution Records - 2005)
- Double Penetration (Ska Revolution Records - 2007)
- Walking The Dead (Ska Revolution Records - 2009)
- Supersonic Scratch (Ska Revolution Records - 2014)
- Supersonic Eskalator (Ska Revolution Records - 2014)
- Straight Ahead (Ska Revolution Records - 2017)
- The Busters (Ska Revolution Records - 2019)

Singles
No Respect (Weser Label - 1988)
Don't Worry Be Happy (Weser Label - 1989)
Rude Girl (Unicorn Records - 1989)